# Полікардіографія
Полікардіографія — синхронна реєстрація ЕКГ, ФКГ і каротидної сфігмограми — метод дослідження серцевої діяльності, направлений на вивчення фазових компонентів серцевого циклу.

## Історія
Метод запропонував К. Блумбергер (К. Blumberger) у 1942 р.

## Застосування
Інформація про фазову структуру систоли лівого шлуночка може дати допомогу в оцінці функціонального стану серцево-судинної системи. Дозволяє робити висновки про компенсаторні можливості апарату кровообігу. 